# George Herbert Walker
George Herbert Walker (Saint Louis, 11 juni 1875 - New York, 24 juni 1953) was een rijke Amerikaans bankier en zakenman. 

## Biografie
Walker was de jongste zoon van Martha Adela Beaky en David Davis Walker, een handelaar in textiel en zongedroogde producten uit Bloomington. Hij kwam uit een familie van slaveneigenaren, iets wat men lange tijd geheim probeerde te houden. Walker volgde onderwijs aan het Stonyhurst College, een Jezuïetenschool in Engeland, en studeerde af aan de Washington Universiteit in Saint Louis. 
In 1900 begon Walker zijn eigen onderneming, G. H. Walker & Co. In 1904 hielp hij mee met het organiseren van de Louisiana Purchase Exposition. Walker stond daarnaast bekend als een van de drijvende krachten in de plaatselijke Democratische Partij. 
In 1920 werd Walker de voorzitter van de investeringsfirma W.A. Harriman & Co. In deze functie financierde hij onder meer de overname van Hamburg-America Line door Averell Harriman en de aankoop van de American Ship and Commerce Corporation. Op 1 januari 1931 trok hij zich uit deze leidinggevende functie terug, nadat zijn inmiddels tot Harriman Brothers & Company omgedoopte bedrijf was gefuseerd met Brown Bros. & Co.
Walker was gehuwd met Lucretia Wear (1874-1961). Ze kregen twee kinderen: Dorothy Walker en George Herbert Walker Jr. Dorothy trouwde later met Prescott Bush, waarna Walker de groot- en overgrootvader werd van de latere presidenten George H.W. Bush en George W. Bush.
In zijn vrije tijd was Walker een enthousiast golfer en voorzitter van de Amerikaanse Golffederatie (USGA). De Walker Cup is naar hem vernoemd. De eerste editie werd in 1922 op zijn thuisclub gespeeld en hij stelde de trofee beschikbaar.